# Ancien commissariat central de Strasbourg
L'ancien commissariat central, aussi appelé hôtel du Bourg du nom du Maréchal Léonor Marie du Maine du Bourg, est un monument historique situé à Strasbourg, dans le Bas-Rhin.

## Localisation
Ce bâtiment est situé au numéro 11, rue de la Nuée-Bleue dans le centre historique de la ville.

## Historique
Le bâtiment actuel se trouve à l'emplacement de l'ancien hôtel de Lichtenberg construit au XVe siècle. Celui-ci devient la résidence du Gouverneur militaire de Strasbourg à partir de 1681.
Un nouvel édifice est construit entre 1725 et 1731. Il devient le tribunal de Strasbourg en 1789 après la Révolution française.
Le bâtiment est lourdement endommagé à la suite du siège de Strasbourg en 1870. Il est reconstruit entre 1871 et 1872 par les architectes Winkler et Keil. La nouvelle façade rue de la Nuée-Bleue s'inspire de l'Antiquité, l'ancienne façade de 1731 est toujours visible au fond de la cour intérieure.
À la suite de la construction du nouveau palais de justice de Strasbourg en 1897, l'ancien tribunal devient le commissariat central de Strasbourg. La petite rue perpendiculaire à la rue de la Nuée-Bleue, sur la gauche du bâtiment, se nomme encore aujourd'hui rue du Tribunal.
L'édifice fait l'objet d'une inscription au titre des monuments historiques depuis 1937, remplacé par une inscription plus globale en 2013.
Le commissariat central quitte les lieux début 2002 à la suite de la construction du nouvel hôtel de police (NHP) au Heyritz. Un bureau de police est toujours présent sur le site.
L'antenne de déminage de la Sécurité civile s'installe au rez-de-chaussée de l'aile droite du bâtiment en 2004.
Le bureau de police est fermé début 2009 en raison de la vétusté des locaux.
Les démineurs de la Sécurité civile de l'antenne de Strasbourg sont les derniers occupants des lieux. Ils quittent le bâtiment fin 2009.
Après le déménagement de la police, un projet d'hôtel cinq étoiles voit le jour en 2011. Outre le palace Marriott, il est prévu des logements sociaux à l'arrière du site ainsi qu'une station Vélhop dans un local inoccupé du bâtiment.
Le chantier devait démarrer fin 2012 pour une inauguration fin 2014, mais le projet a pris plusieurs mois de retard. 
Le bâtiment, propriété de la ville de Strasbourg, doit être vendu au groupe Vinci Immobilier pour la somme de 4 millions d'euros. Marriot ayant retiré sa candidature pour l'hôtel, c'est finalement l'enseigne Radisson Blu du groupe Carlson Rezidor qui a été retenue. Fin décembre 2015, les travaux n'ont pas débuté en raison d'un diagnostic archéologique et d'un recours contre le permis initial déposé auprès du tribunal administratif. Les travaux débutent finalement en février 2018 à la suite d'un arrangement entre le groupe hôtelier Sogeho et Vinci.